# Somebody I'm Not
Somebody I'm Not è un singolo del disc jockey danese Martin Jensen pubblicato il 16 novembre 2018. 
Il brano vede la collaborazione vocale del cantante Bjørnskov.

## Tracce
1. Somebody I'm Not (feat. Bjørnskov) – 2:47

Cahill Edit
1. Somebody I'm Not (feat. Bjørnskov) (Cahill Edit) – 2:49